# 성남서중학교
성남서중학교(城南西中學校)는 대한민국 경기도 성남시 수정구 단대동에 있는 공립 중학교이다.

## 학교 연혁
- 1971년 1월 30일 : 학교설립 인가 (광주서중 6학급)
- 1971년 2월 4일 : 초대 차기환 교장 취임
- 1971년 12월 31일 : 광주서고등학교 설립 인가 (15학급)
- 1974년 2월 8일 : 교명 변경 (성남서중학교)
- 1985년 3월 1일 : 특수학급 인가
- 2022년 3월 2일 : 제18대 박세순 교장 취임
- 2024년 1월 5일 : 제53회 졸업(졸업생 170명) 총 26,791명
- 2024년 3월 4일 : 신입생 191명 입학

## 참고 자료
- 성남서중학교 - 한국교육학술정보원 학교알리미